# Nenúfar groc
El nenúfar groc (Nuphar lutea) és una planta aquàtica dins la família Nymphaeaceae, nadiua de les regions temperades d'Europa, nord d'Àfrica i oest d'Àsia.
Popularment se la considera un anafrodisíac.

## Creixement
Creix en masses d'aigua dolça eutròfica, amb les rels fixades al fons del llac i les fulles flotant a la superfície de l'aigua; pot créixer en aigües de fins a 5 m de fondària. Les flors són solitàries i terminals i estan per sobre de la superfície de l'aigua; són flors hermafrodites de 2–4 cm de diàmetre amb cinc o sis grans pètals de color groc brillant. Floreix de juny a setembre i la pol·linitzen els insectes: les mosques són atretes pel seu flaire a etanol. El fruit té forma d'ampolla i conté moltes llavors que es dispersen pels corrents de l'aigua. Aquesta espècie és la menys tolerant a la contaminació de l'aigua dins el seu gènere Nymphaea.

## Taxonomia
Alguns botànics han tractat Nuphar lutea com l'única espècie dins el gènere Nuphar, incloent totes les altres espècies del gènere com subespècies i donant-li un rang holàrtic, però aquest gènere normalment se'l considera dividit en 8 espècies.

## Galeria

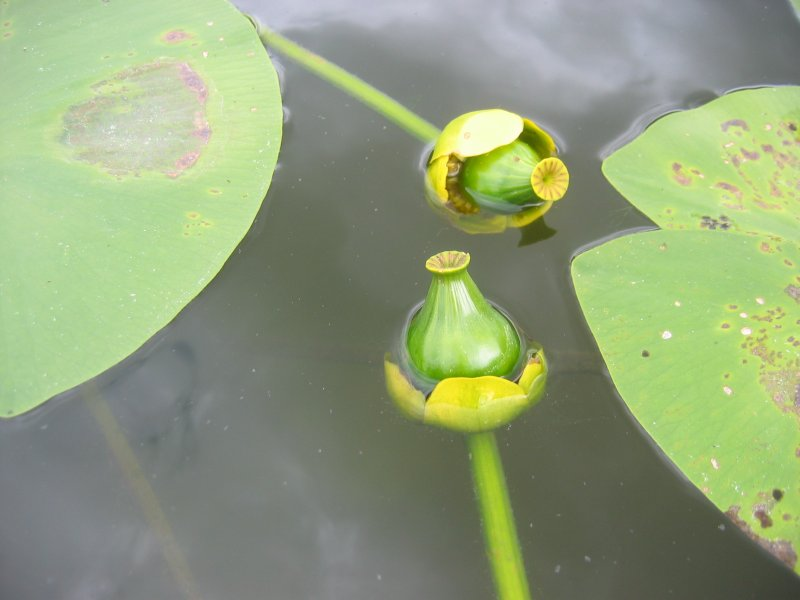
Fruit
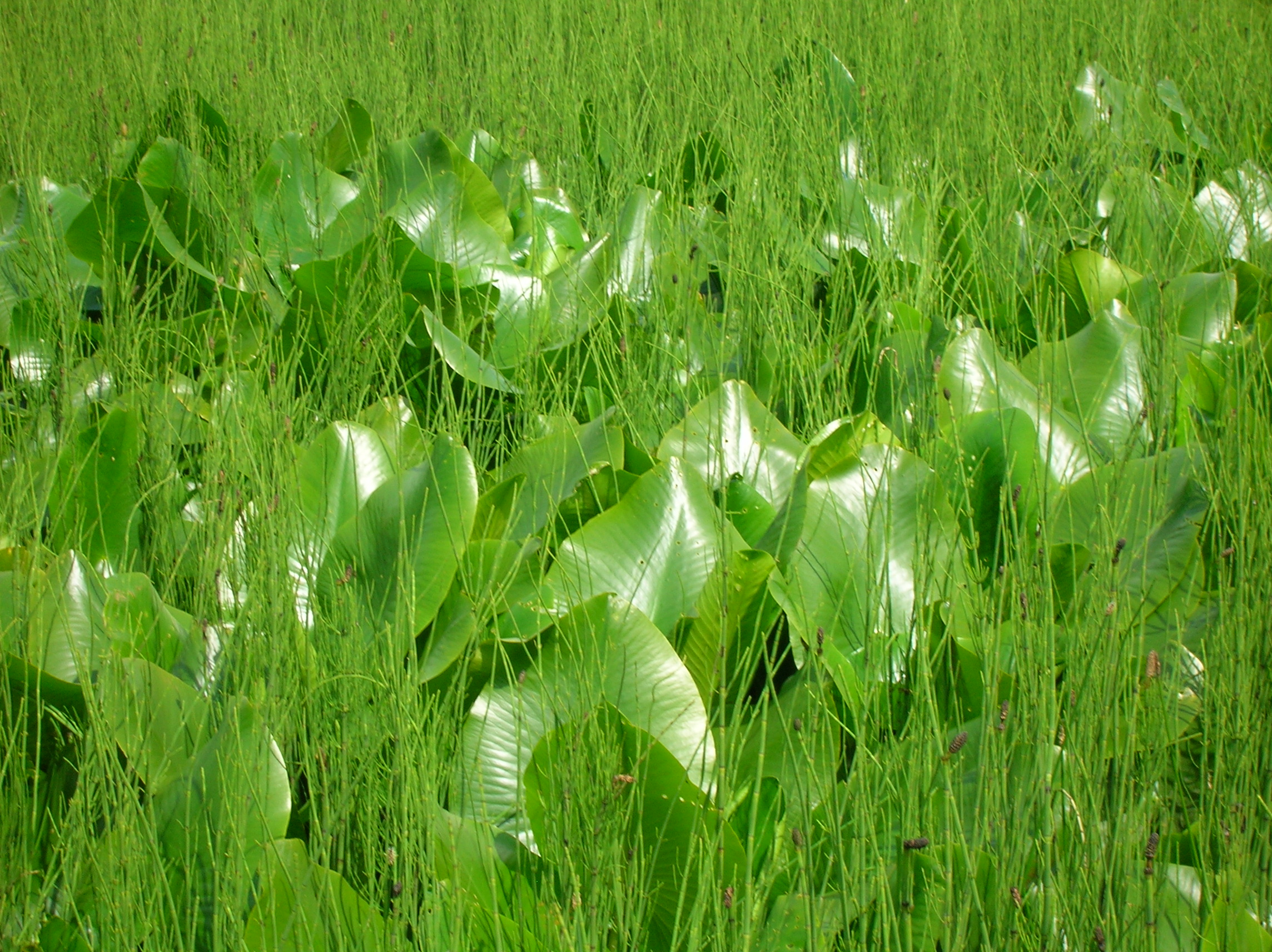
A Eglinton Country Park, Eglinton Loch, North Ayrshire, Escòcia
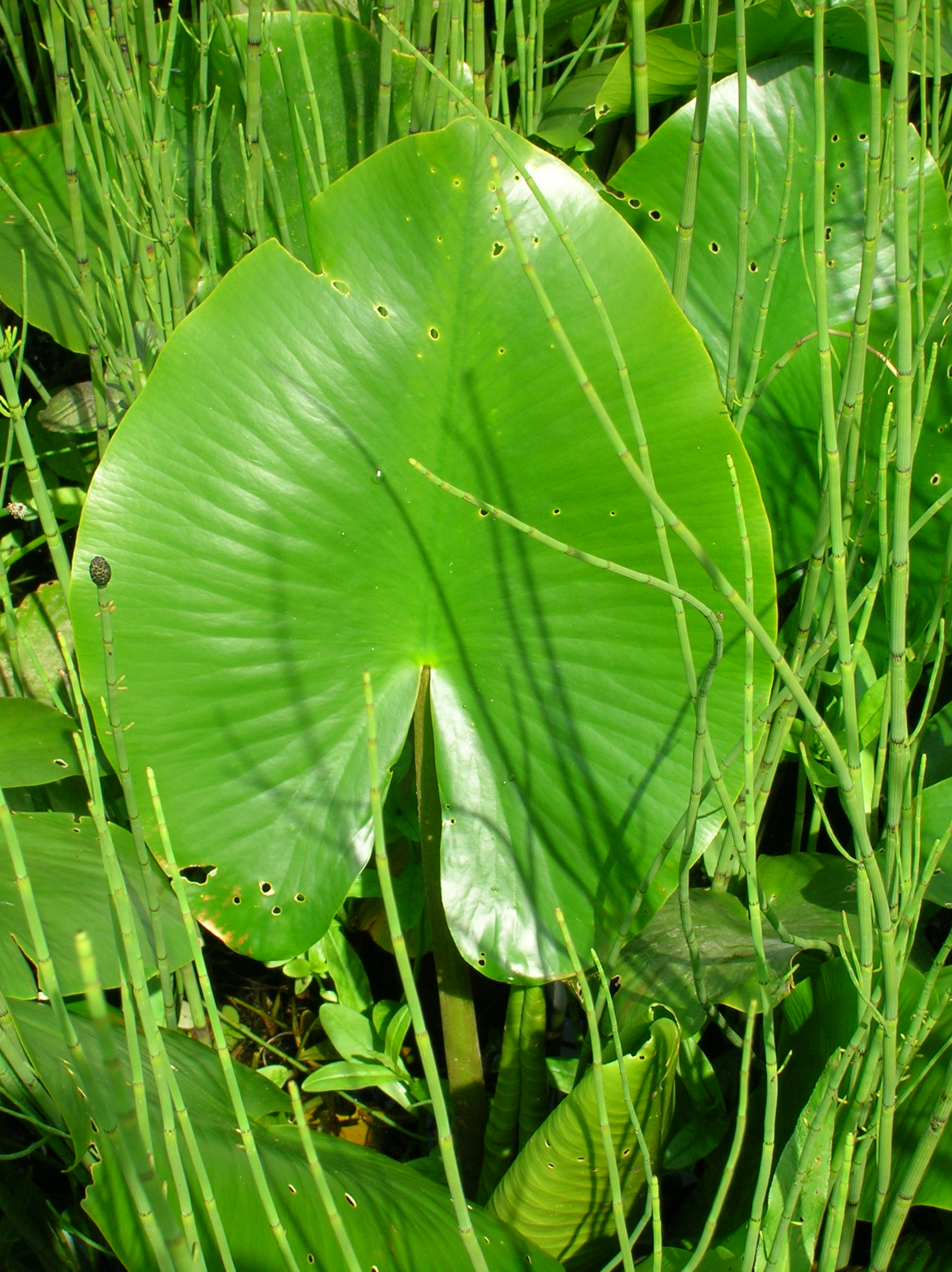
Detall de l'estructura de la fulla